# Galepsus focki
Galepsus focki es una especie de mantis de la familia Tarachodidae.

## Distribución geográfica
Se encuentra en Namibia.